# Alberto Porta
Alberto Porta (auch Albert Porta i Muñoz; * 1946 in Barcelona) ist ein spanisch-US-amerikanischer Maler, Multimedia- und Computerkünstler, der unter den Pseudonymen „Zush“ und „Evru“ bekannt ist.

## Leben
Alberto Porta wurde 1946 in Barcelona in Katalonien geboren. Als Maler und Zeichner ist er Autodidakt. 1975 erhielt er ein Stipendium am Massachusetts Institute of Technology in Cambridge und studierte dort Holografie.
Seit 1986 ist Alberto Porta in New York City und Madrid tätig.

## Pseudonyme
Alberto Porta rief zwei verschiedene Identitäten ins Leben. Zush, einen „psycho-manuell-digitalen Künstler“ und Evru, einen „wissenschaftlich-mystischen Künstler“.

### Zush (1968 bis 2001)
Unter dem Pseudonym Zush erfand Alberto Porta einen parallelen Staat, den Evrugo Mental State mit eigenen Währung (Tucares), Pass, Nationalhymne, Flagge und Alphabet (Asura).

### Evru (2001 bis heute)
Seit 2001 stellt Alberto Porta unter dem Namen Evru aus. Alternativ findet der Name Zush-Evru Verwendung. Sein Werk ist vielfältig. Es rangiert zwischen einer sehr persönlichen, an den Surrealismus referierenden Ikonografie bis zu einer Form von Cyborg-Ästhetik. Von traditionellen Arbeiten auf Papier, Leinwand und Holz führt es zu großformatigen digitalen Fotos und innovativen digitalen Werken im Bereich computer-aided design (CAD). Tecura, ein Computerprogramm für Digitales Malen, bei dem die Benutzer mitmachen können, wurde von Evru entwickelt.

“I don’t mind loosing control. I feel that thanks to the use other people make of works of art, these expand to become a collective mind, a shared project, a collective intelligence. At the same time, each person playing with Tecura finds this amazing oportunity of seeing his or her own works of art exhibited on the walls of a public space, thus becoming the artist that he or she was carrying within.”

## Auszeichnungen
- 1975: Stipendium für ein Studium der Holografie am Massachusetts Institute of Technology (MIT)
- 1982 und 1983: Stipendium des DAAD
- 1999: Laus-Preis für die beste CDROM verliehen von der Association of Industrial Design and Fostering Arts and Design (ADI-FAD) in Barcelona.

## Ausstellungen
Er nahm teil an internationalen Ausstellungen, wie der Documenta 6 in Kassel (1977), Neue Bilder aus Spanien (1980) im Solomon R. Guggenheim Museum New York und Les magiciens de la terre (1989), Centre Georges Pompidou in Paris.
Retrospektiven fanden statt im Today Art Museum, Peking (2007), im Shanghai Duolun MoMA Shanghai (2007), in der NUS NX Gallery, Singapur, im Museu d’Art Contemporani de Barcelona, Barcelona (2001) und im Museo Reina Sofía in Madrid (2000).

## Auftragsarbeiten
Er erstellte als Zush Artwork zu dem Lied Digging in the Dirt des 1992 erschienenen Albums Us von Peter Gabriel.